# Giovanni Leoni
Giovanni Leoni (sinh ngày 21 tháng 12 năm 2006) là một cầu thủ bóng đá chuyên nghiệp người Ý hiện đang thi đấu ở vị trí trung vệ cho câu lạc bộ Liverpool F.C. tại Premier League.

## Sự nghiệp câu lạc bộ

### Liverpool F.C.
Vào ngày 15 tháng 8 năm 2025, Leoni gia nhập câu lạc bộ Ngoại hạng Anh Liverpool với mức phí được cho là 35 triệu euro.

## Sự nghiệp quốc tế
Leoni là cầu thủ trẻ quốc tế của Ý. Anh được triệu tập vào đội tuyển U-17 Ý vào tháng 3 năm 2024

## Thống kê sự nghiệp

### Câu lạc bộ
Tính đến 24 tháng 5 năm 2025
| Câu lạc bộ          | Mùa giải            | Giải vô địch        | Giải vô địch | Giải vô địch | Cúp quốc gia | Cúp quốc gia | Cúp Liên đoàn | Cúp Liên đoàn | Châu lục | Châu lục | Khác | Khác | Tổng cộng | Tổng cộng |
| Câu lạc bộ          | Mùa giải            | Hạng đấu            | Trận         | Bàn          | Trận         | Bàn          | Trận          | Bàn           | Trận     | Bàn      | Trận | Bàn  | Trận      | Bàn       |
| ------------------- | ------------------- | ------------------- | ------------ | ------------ | ------------ | ------------ | ------------- | ------------- | -------- | -------- | ---- | ---- | --------- | --------- |
| Padova              | 2022–23             | Serie C             | 1            | 0            | —            | —            | —             | —             | —        | —        | —    | —    | 1         | 0         |
| Padova              | 2023–24             | Serie C             | 0            | 0            | 3            | 0            | —             | —             | —        | —        | —    | —    | 3         | 0         |
| Padova              | Tổng cộng           | Tổng cộng           | 1            | 0            | 3            | 0            | —             | —             | —        | —        | —    | —    | 4         | 0         |
| Sampdoria (mượn)    | 2023–24             | Serie B             | 12           | 1            | —            | —            | —             | —             | —        | —        | 0    | 0    | 12        | 1         |
| Parma               | 2024–25             | Serie A             | 17           | 1            | —            | —            | —             | —             | —        | —        | —    | —    | 17        | 1         |
| Liverpool           | 2025–26             | Premier League      | 0            | 0            | 0            | 0            | 0             | 0             | 0        | 0        | —    | —    | 0         | 0         |
| Tổng cộng sự nghiệp | Tổng cộng sự nghiệp | Tổng cộng sự nghiệp | 30           | 2            | 3            | 0            | 0             | 0             | 0        | 0        | 0    | 0    | 33        | 2         |